# メロペネム
メロペネム(meropenem)は、さまざまな細菌感染症の治療に使用される広域抗生物質である。これらの一部には、髄膜炎 , 腹腔内感染, 肺炎, 敗血症、および炭疽菌 感染が含まれる。 この薬剤は静脈への注射によって投与される。製品名はメロペン（大日本住友製薬製造販売）。
一般的な副作用には、吐き気、下痢、便秘、頭痛、発疹、注射部位の痛みなどがある。重篤な副作用には、クロストリジウムディフィシル感染 , 痙攣, アナフィラキシーなどのアレルギー反応が含まれる。他のβ-ラクタム抗生物質にアレルギーがある人は、メロペネムにアレルギーがある可能性が高くなる。妊娠中の使用は安全と思われる。カルバペネム系の薬である。メロペネムは通常、細胞壁を作る能力をブロックすることにより、細菌の死をもたらす。β-ラクタマーゼ産生菌による分解に対してより耐性がある。
メロペネムは1983年に特許を取得した。 1996年に米国で医療用途として承認された。 世界保健機関の必須医薬品リストに載っている。これは健康システムに必要な最も効果的で安全な医薬品である。 発展途上国の卸売コストは、2015年時点で1グラムのバイアルあたり3.44〜20.58 USDである。 英国では、この金額により2015年にNHSの費用は約16ポンドになる。

## 適応症
- 一般感染症
  - ＜適応菌種＞
    - メロペネムに感性のブドウ球菌属、レンサ球菌属、肺炎球菌、腸球菌属、髄膜炎菌、モラクセラ（ブランハメラ）・カタラーリス、大腸菌、シトロバクター属、クレブシエラ属、エンテロバクター属、セラチア属、プロテウス属、プロビデンシア属、インフルエンザ菌、シュードモナス属、緑膿菌、バークホルデリア・セパシア、バクテロイデス属、プレボテラ属

  - ＜適応症＞
    - 敗血症、深在性皮膚感染症、リンパ管・リンパ節炎、外傷・熱傷及び手術創等の二次感染、肛門周囲膿瘍、骨髄炎、関節炎、扁桃炎（扁桃周囲膿瘍を含む）、肺炎、肺膿瘍、膿胸、慢性呼吸器病変の二次感染、複雑性膀胱炎、腎盂腎炎、腹膜炎、胆のう炎、胆管炎、肝膿瘍、子宮内感染、子宮付属器炎、子宮旁結合織炎、化膿性髄膜炎、眼内炎（全眼球炎を含む）、中耳炎、副鼻腔炎、顎骨周辺の蜂巣炎、顎炎
- 発熱性好中球減少症

## 医療用途
作用スペクトラムには、多くのグラム陽性およびグラム陰性細菌（ シュードモナスを含む）および嫌気性細菌が含まれる。おおむねイミペネムのスペクトラムに似ているが、メロペネムは腸内細菌科に対してより活性があり、グラム陽性菌に対してはあまり活性がない。拡張スペクトラム・β-ラクタマーゼ(ESBL)産生菌に対しても作用するが、メタロ-β-ラクタマーゼの影響を受けやすい可能性がある。 メロペネムは、発熱性好中球減少症の治療に頻繁に投与される。この状態は、血液悪性腫瘍患者および骨髄形成を抑制する抗癌剤を投与されている癌患者で頻繁に発生する。複雑な皮膚および皮膚構造の感染症、複雑な腹腔内感染症、細菌性髄膜炎に対して承認されている。
2017年に米国のFDAは、複雑性尿路感染症の成人を治療するためのメロペネムとバボルバクタムの組み合わせを承認した。

### 投与経路
メロペネムは、白色の結晶性粉末として静脈内投与され、5％ 一塩基性リン酸カリウム溶液に溶解する。腎機能の変化と血液ろ過のために、投与量を調整する必要がある。
他のβ-ラクタム系抗生物質と同様に、治療の有効性は、メロペネム濃度が感染を引き起こす細菌の最小阻害濃度(MIC)を超える時間に依存する。 メロペネムを含むβ-ラクタム系抗生物質の場合、持続的な静脈内投与は、感染が重度の人、または緑膿菌などのメロペネムに対する感受性が低い細菌へのボーラス静脈内注入よりも死亡率が低いことに関連している。

## 副作用
最も一般的な副作用は、下痢(4.8％), 悪心および嘔吐 （3.6％）、注射部位の炎症（2.4％）,  頭痛 （2.3％）、発疹 （1.9％）および血栓性静脈炎 （0.9％）である。 これらの有害作用の多くは、バンコマイシンを含む多くの薬剤をすでに服用している重病患者で観察された。 メロペネムは、イミペネムと比較しての痙攣の可能性が低くなっている。重度の低カリウム血症のいくつかの症例が報告されている。 メロペネムは、他のカルバペネムと同様に、細菌の多剤耐性を引き起こす可能性がある。

## 薬理学

### 作用機序
メロペネムは、静菌性であるリステリア菌を除いて、殺菌性である。他のβ-ラクタム系抗生物質と同様に、細菌の細胞壁合成を阻害する。他のβラクタムとは対照的に、βラクタマーゼまたはセファロスポリナーゼによる分解に対して非常に耐性がある。一般に ペニシリン結合タンパク質の変異、メタロ-β-ラクタマーゼの産生、または細菌外膜の拡散抵抗性などにより耐性が生じる。 イミペネムとは異なり、デヒドロペプチダーゼ-1に対して安定であるため、シラスタチンなしで投与できる。
2016年、合成ペプチド結合PMO（PPMO）は、多くの薬剤耐性菌がカルバペネムを破壊するために使用する酵素であるニューデリーメタロベータラクタマーゼの発現を阻害することがわかった。

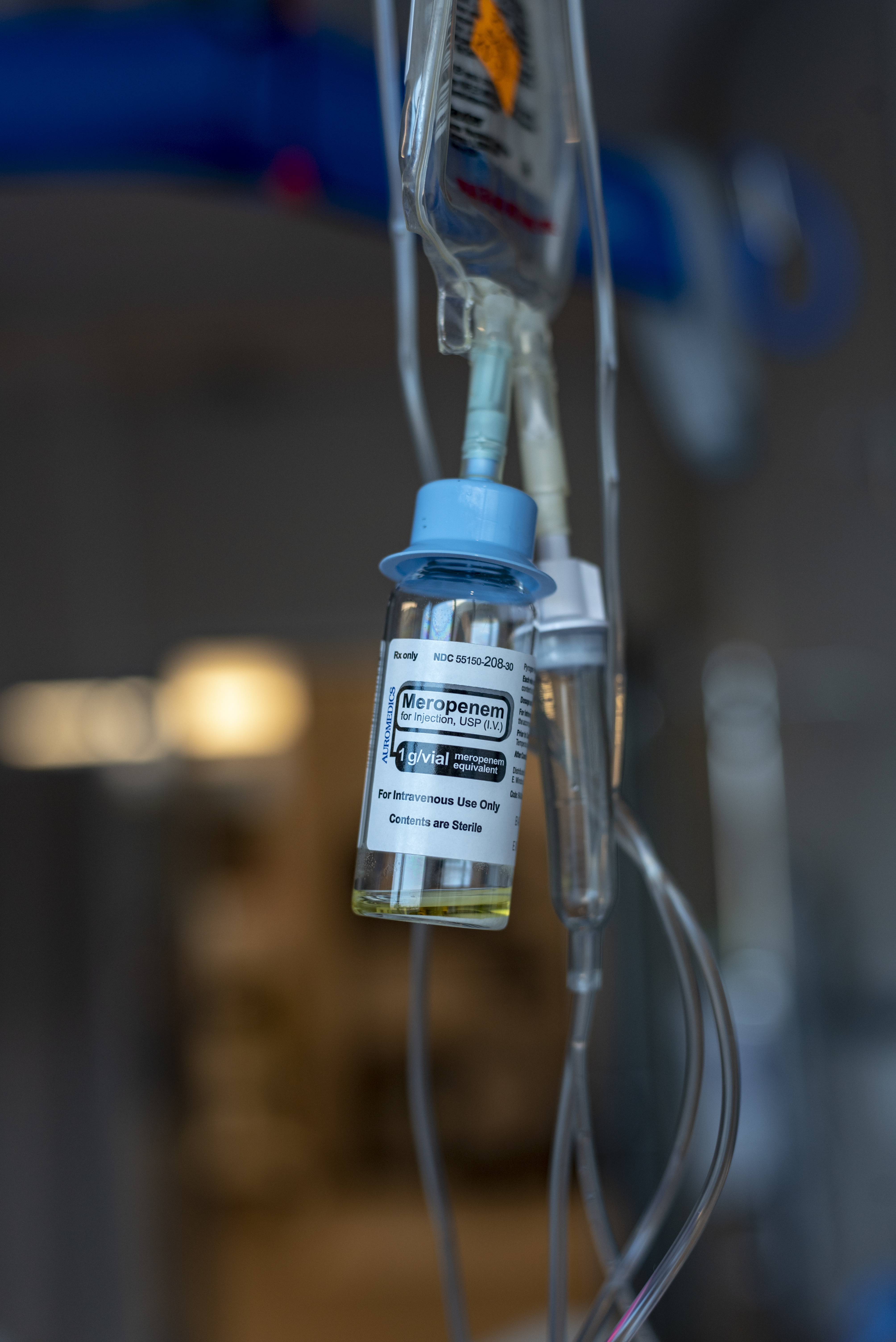
メロペネムの瓶